# Campanula komarovii
Espèce
Classification phylogénétique
Campanula komarovii, ou campanule de Komarov, est une espèce de plante vivace rare de la famille des Campanulaceae. Son habitat est réduit: elle se rencontre en Russie dans la région du Caucase bordant la mer Noire (kraï de Krasnodar). Elle figure au livre rouge de Russie des espèces menacées.

## Taxonomie
Cette espèce a été baptisée en l'honneur de Vladimir Leontievitch Komarov (1869-1945), par le botaniste soviétique Maleïev, en 1930.

## Description
Cette campanule mesure de 30 à 50 cm de hauteur avec des racines ligneuses et plusieurs tiges ascendantes qui sont recouvertes à la base de poils blancs duveteux.
Ses feuilles mesurent jusqu'à 4 cm de longueur et jusqu'à 1 cm de largeur, longues et spatulées avec un pétiole étroit recouvert au-dessus de poils sessiles soyeux et blancs. Les fleurs mesurent de 3 à 4 cm avec une corolle du violet pâle au bleu pâle. Elle est quatre à cinq fois plus longue que le calice.
Elle fleurit en mai-juin et fructifie en juillet et se multiplie par graines. Elle pousse en solitaire ou par petits groupes.